# Jordan le révolté
Pour plus de détails, voir Fiche technique et Distribution.
Jordan le révolté (Lucky Jordan) est un film américain réalisé par Frank Tuttle, sorti en 1942.

## Fiche technique
- Titre original : Lucky Jordan
- Titre français : Jordan le révolté
- Réalisation : Frank Tuttle
- Scénario : Darrell Ware et Karl Tunberg
- Costumes : Edith Head
- Photographie : John F. Seitz
- Montage : Archie Marshek
- Musique : Adolph Deutsch
- Société de production : Paramount Pictures
- Pays de production : États-Unis
- Format : Noir et blanc - 1,37:1
- Genre : drame
- Durée : 84 minutes
- Date de sortie : 1942
- Affiche : Boris Grinsson (France)

## Distribution
- Alan Ladd : Lucky Jordan
- Helen Walker : Jill Evans
- Sheldon Leonard : Slip Moran
- Mabel Paige : Annie
- Marie McDonald : Pearl
- Lloyd Corrigan : Ernest Higgins
- Dave Willock : Angelo Palacio
- Russell Hoyt : Eddie
- John Wengraf : Herr Kesselman
- Miles Mander : Kilpatrick
- Clem Bevans : l'homme à la station service
- Anthony Caruso : tueur à gages
- Charles Cane : Sergent
- George Meader : Clarence
- Virginia Brissac : la femme de Clarence
- Kitty Kelly : Vera Maggotti